# كيم ديلون
كيم ديلون (بالإنجليزية: Kym Dillon)‏ هو لاعب كرة قدم أسترالية أسترالي، ولد في 19 يونيو 1960.